# Университет Нуакшота
Университет Нуакшота (фр. Université de Nouakchott, араб. جامعة نواكشوط‎) — университет в городе Нуакшот, Мавритания.
Университет открыт в 1981 году.

## Структура
В состав университета входит два факультета, институт, учебный центр и нескольких исследовательских лабораторий:
- Медицинская школа
- Факультет литературы и гуманитарных наук
- Факультет юридических и экономических наук
- Высший институт профессиональных исследований
- Центр усиленного преподавания современных языков